# Giuseppe Airoldi
Giuseppe Airoldi (Lecco, 8 settembre 1861 – Lecco, 13 dicembre 1913) è stato un enigmista e giornalista italiano.

## Biografia

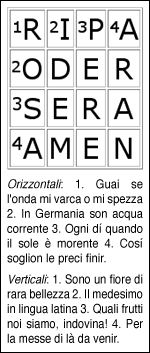
Cruciverba di Giuseppe Airoldi del 1890

Funzionario municipale del comune di Lecco e corrispondente locale per il Corriere della Sera, la principale vocazione di Airoldi era quella di musicologo ed enigmista.
La sua fama è dovuta alla pubblicazione del primo schema di "Parole incrociate", apparso il 14 settembre 1890 sul numero 50 de Il Secolo Illustrato della Domenica, una rivista milanese edita da Edoardo Sonzogno. Il gioco consisteva in una griglia di dimensioni 4x4, senza caselle nere; ogni riga e colonna aveva una propria definizione. Nonostante il nome, generalmente Airoldi non viene considerato l'ideatore delle parole crociate, titolo attribuito al britannico Arthur Wynne, perché il suo gioco manca di un elemento fondamentale del cruciverba: le caselle nere.
Nel periodo successivo, sotto lo pseudonimo di Inno Minato Monza, pubblicò altri giochi, tralasciando le parole crociate. La paternità di Airoldi venne provata dall'enigmista Angelo Zappa durante il VII Convegno Nazionale dei Cruciverba del 1959.
Nel 1885 fondò e diresse la Palestra Enigmatica, una rivista di enigmistica classica.